# Rafael Alducin
Rafael Alducin Bedoya (22 de enero de 1889, San Andrés Chalchicomula, Puebla - 29 de marzo de 1924, Ciudad de México), periodista, fundador del diario metropolitano Excélsior y promotor del Día de las Madres el cual introdujo a México el 10 de mayo de 1922.

## Biografía
Fueron sus padres Rafael Alducín Quintero e Isabel Bedoya Rossainz y Huerta. Por parte de la madre, era bisnieto del secretario y segundo de Morelos, el insurgente Juan Nepomuceno Rossainz y primo del obispo de Campeche Alberto Mendoza Bedoya.
Sus primeros estudios los hizo en la población de Aljojuca, cercano al lugar de su nacimiento, de ahí pasó a Puebla donde estudió en el Liceo Fournier, el Colegio Inglés y el Colegio del Estado donde curso la preparatoria. De Puebla salió con su familia para México donde entró de meritorio en el despacho de José Castelot.
Su afición por el periodismo la cobró por sus repetidas visitas al diario el Imparcial por tener amistad con el hijo del director Reyes Spíndola.
Cansado de la vida de empleado, aunque había ocupado elevados cargos, se metió a comerciar él mismo, comprando llantas de desecho las vendía en los Estados Unidos a muy bajos precios. El comercio de llantas lo aficionó al automovilismo y por eso organizó con Julio Limantour en 1914 una de las primeras carreras de automóviles que hubo en México. Compró el periódico El Automóvil en México, y más tarde en 1915, La Revista de Revistas.
No satisfecho, el 18 de marzo de 1917 emprendió la ardua tarea de fundar el que sería uno de los más importantes diarios del país, Excélsior. 
De lleno en el periodismo procuró su progreso y para ese efecto introdujo a México en 1921 el rotograbado por medio del técnico L. Cordsman y que trajo expresamente desde los Estados Unidos.
Con el éxito de Excélsior, debido a sus dotes de empresario, fundó luego Revista de Revistas y Jueves de Excelsior, como continuación de la primera revista que fundara.

### Familia y el Día de las Madres
En México se casó en 1916 con Consuelo Thomalen y con ella tuvo a sus hijos Consuelo, María Luisa y Rafael. Estuvo en Europa dos veces donde se dio cuenta de los avances periodísticos. Introdujo en México el Día de las Madres el 10 de mayo de 1922, con apoyo de José Vasconcelos, en oposición a las ideas de educación y liberación de las mujeres que se discutían en Yucatán. Fue uno de los más entusiastas miembros de la Asociación de Charros.

## Fallecimiento
Pocos días después de haber llegado de un viaje a Europa, una caída de caballo en pleno Bosque de Chapultepec le causó lesiones tales que le privaron de la vida en una sala de la Beneficencia Francesa el 29 de marzo de 1924. Fue enterrado en el Cementerio del Tepeyac.